# Evagoras Papasavvas
Evagoras Papasavvas (Kirkland, Washington, 25 december 2007) is een Amerikaans-Cypriotisch autocoureur.

## Carrière

### U.S. F2000
Nadat hij zijn autosportcarrière in het karting begon maakte Papasavvas in 2022 de overstap naar het formuleracing en kwam hij uit in de U.S. F2000 bij het team Jay Howard Driver Development. Hij miste echter de eerste helft van het seizoen vanwege een blessure die hij in de karts opliep. Uiteindelijk debuteerde hij in de negende race op Road America. Een elfde plaats op het Stratencircuit Toronto was zijn beste resultaat en hij eindigde met 51 punten op plaats 23 in het klassement.
In 2023 reed Papasavvas met een Cypriotische racelicentie in zijn eerste volledige seizoen van de U.S. F2000 bij Jay Howard. In de eerste race op het Stratencircuit Saint Petersburg behaalde hij direct zijn eerste podiumplaats. Ook op de Sebring International Raceway en de Lucas Oil Raceway stond hij op het podium, voordat hij op de Mid-Ohio Sports Car Course voor het eerst een race won. Later dat jaar behaalde hij nog podiumfinishes op Mid-Ohio en de Portland International Raceway. Met 323 punten werd hij achter Simon Sikes, Nikita Johnson en Lochie Hughes vierde in de eindstand.
In 2024 keerde Papasavvas terug naar een Amerikaanse racelicentie en bleef hij in de U.S. F2000 bij Jay Howard rijden. Hij eindigde in zes van de eerste acht races op het podium, maar behaalde in deze periode geen zeges. In de tweede seizoenshelft won hij wel twee races op Mid-Ohio en Toronto, maar stond hij verder niet op het podium. Met 326 punten werd hij achter Max Garcia, Sam Corry en Max Taylor wederom vierde in het kampioenschap.

### Indy NXT
In 2025 tekende Papasavvas een contract om bij TJ Speed Motorsports in het USF Pro 2000 Championship te gaan rijden, voordat deze enkele weken voor de start van het seizoen ontbonden werd vanwege een andere mogelijkheid om te racen. In plaats hiervan maakt hij dat jaar zijn debuut in de Indy NXT bij HMD Motorsports, waar hij drie races rijdt.